# 836
Năm 836 là một năm trong lịch Julius.